# Ahmed Kara-Ahmed
Ahmed Kara-Ahmed conocido como Ahmed Kara, nacido en Argel en 1923,es un pintor y escultor argelino . Promotor del desarrollo de las artes plásticas en su país.

## Datos biográficos
Ahmed Kara  nació en Argel en 1923.
Asistió a la Escuela de Bellas Artes de Argel y a  la de París y estudió grabado. Expuso sus obras en París, Estocolmo, Helsinki y en Italia, Marruecos, Líbano e Irak.
Fundador del Museo Nacional de Artes y Tradiciones Populares de Argel, fue su comisario durante muchos años. Participa en la creación de varias instituciones culturales y museos en Argelia y en el extranjero, es también responsable de exposiciones del Centro Cultural de Argelia en París.
En 2007,Ahmed Kara  forma parte de la exposición Los miembros fundadores de la Unión Nacional de Artes Plásticas (Mohamed Bouzid, Choukri Mesli , M'hamed Issiakhem , Bachir Yellès , Mohamed Ghanem, Mohamed Louail, Ahmed Kara, Flidjani Kheira, Mohamed Temam , Mohamed Zmirli, Ali Khodja-Ali , Mohammed Khadda ) organizada por la galería Mohamed Racim .